# Money Puzzle Exchanger
Money Puzzle Exchanger, в Японии также известная как Money Idol Exchanger (яп. マネーアイドルエクスチェンジャ) — видеоигра в жанре головоломки, разработанная японской компанией Face и изданная совместно с SNK для аркадных автоматов Neo-Geo MVS 17 января 1997 года. В том же году вышла версия для Game Boy. В 1998 году вышли версии для PlayStation и Microsoft Windows. Версия игры, основанная на оригинальном издании для аркадных автоматов, была выпущена в 2018 году для игровых приставок Xbox One, PlayStation 4 и Nintendo Switch.
Игра представляет собой головоломку, основанную на группировании одинаковых элементов. Игровая механика Money Puzzle Exchanger имеет сходство с другими представителям жанра, такими как Magical Drop и Puzzle Bobble, но главной отличительной особенностью игры является то, что в качестве группируемых элементов представлены монеты разного номинала. Несколько сгруппированных монет одного номинала «обмениваются» на одну монету большего номинала, которая в свою очередь может быть сгруппирована с другими такими же монетами. Сюжет игры является пародией на жанр аниме и манги о девочках-волшебницах и обыгрывает тему денег и финансовых операций.
Выход игры сопровождался выпуском сопутствующей продукции, такой как диск с саундтреком, аудиодрама, манга и ранобэ. Схожесть игры с Magical Drop послужила поводом для судебного разбирательства между Face и Data East.
На момент выхода Money Puzzle Exchanger получила сдержанные отзывы критиков, однако по прошествии времени отношение к игре улучшилось и игровые издания стали помещать её в списки лучших игр не получивших большой популярности. Особенно высокие оценки игровых журналистов получило переиздание игры для платформы Nintendo Switch.

## Игровой процесс

Снимок игрового процесса. Цель игры — группировка монет с одинаковым номиналом.

Money Puzzle Exchanger является двухмерной игрой-головоломкой, в основе которой лежит механика группирования одинаковых элементов, имеющая сходство с более ранними представителями этого жанра, такими как Magical Drop и Puzzle Bobble.  В нижней части игрового поля находится аватар игрока, который может перемещаться по диагонали. В верхней части поля рядами появляются монеты номиналом 1, 5, 10, 50, 100 и 500 иен. Игрок может захватывать монеты и удерживать одновременно одну или более монет, но только одного типа. Если возвращённые обратно на игровое поле монеты образуют группу с другими такими же монетами и их количества достаточно, то они превращаются в монету большего номинала. Например, 5 монет с номиналом в одну иену превращаются в одну монету номиналом в 5 иен. Две монеты номиналом в 500 иен, сгруппированные вместе, исчезают с поля. Брошенные на поле монеты могут вызвать цепную реакцию. Если монета, которая появилась в результате объединения, соприкасается с группой монет такого же номинала, то они в свою очередь тоже объединятся между собой и превратятся в монету большего номинала. Если в результате такого объединения образовались пустоты, то монеты сдвигаются вверх и тоже превращаются в монеты большего номинала, если таким образом образовались достаточные для объединения группы. Создание таких цепей дают дополнительные очки, а в режиме игры против оппонента каждая цепь вызывает более быстрое заполнение поля противника. Игра заканчивается, когда монеты на поле одного из игроков достигают нижнего края.
В режимах поединка с другим игроком или компьютером монеты генерируются случайным образом, но при этом одинаково на обоих полях. У каждого из персонажей есть свой персональный шаблон, которым он вносит изменения в последовательность соперника каждый раз, когда получает очки или удачно создаёт цепную реакцию. Например, у персонажа Debtmiser характерная черта — вертикальные ряды из одинаковых монет, а у персонажа Coquetrybouncer — группы в виде пирамид.
Помимо монет, в игре есть два особых предмета — ER и RU. Названия этих предметов являются сокращениями от их полных названий на английском языке: «Erase» (стереть) и «Rank up» (Поднять ранг). Сгруппированные вместе два предмета ER убирают с поля все монеты такого же номинала, как у монет, находящихся над ER. Предмет RU работает схожим образом, но вместо удаления монет он повышает их номинал на один уровень.
Оригинальная аркадная версия и её переиздания имеют три режима игры — против компьютерного оппонента, против другого игрока, а также «соло». В игре против компьютера или другого игрока действие происходит на двух одинаковых по размеру игровых полях, каждое из которых имеет форму прямоугольника. В режиме «соло» стакан только один.

## Сюжет
Сюжет игры является пародией на жанр аниме и манги о девочках-волшебницах, в котором обычные девочки перевоплощаются в свои «волшебные» альтер эго, меняя при этом свой внешний облик. В оригинальной игре сюжетной составляющей почти нет, кроме краткого описания главных персонажей доступных игроку в режиме против компьютерного оппонента — Сакуры Муцукоси (альтер эго — Exchanger) и Асахи Такасима (альтер эго — Debtmiser). Игроку предлагается по очереди сразиться с оппонентами Coquetrybouncer, Cherrybeiter, Everyworker, Eldylabor, Mackermocally и Mightdealer. Игра заканчивается после победы над всеми противниками.
Версия Money Puzzle Exchanger для PlayStation содержит расширенную однопользовательскую игру с сюжетными вставками между поединками, раскрывающими сюжет и мотивацию персонажей. Игра повествует о группе учениц средней школы для девочек Кисаги. Главные героини — лучшие друзья Сакура и Асахи. Сакура лучше умеет обращаться с деньгами, а Асахи давать деньги в долг. Главный антагонист игры Ното Банку (альтер эго — Mightdealer) с помощью махинаций хочет изменить банковскую систему таким образом, чтобы становиться богаче за чужой счёт. Девочки пытаются её остановить.
На своём пути девочки встречают разных людей, с которыми им приходится вступать в поединки. Перед сражением персонажи превращаются из обычных людей в свои альтер эго. У противников главных героинь разные причины помогать Mightdealer. Билл Банк (альтер эго — Coquetrybouncer) является её родственником, Эн Арасидзаки (альтер эго — Everyworker) осталась без денег, а Лулуа Франк (альтер эго — Cherrybeiter) и Сесил Фунт (альтер эго — Eldylabor) помогают ей добровольно. Учитель школы Саката Блибов замечает, чем занимаются девочки и, следуя их примеру, тоже решает стать героем, чтобы бороться с несправедливостью вместе с ними. Сакура и Асахи не воспринимают его всерьёз, в результате чего Блибов преображается и вступает в борьбу против главных героинь.
Имена большинства персонажей являются отсылками к различным валютам и названиям японских банков.

## Разработка и выпуск
Продюсером Money Puzzle Exchanger выступил Кэнго Асаи. Персонажей для игры создала аниматор Ацуко Исида, известная своей работой над аниме Magic Knight Rayearth. Музыкальное сопровождение было написано композиторами Кэнносукэ Суэмура и Норихико Тогаси.
Money Puzzle Exchanger вышла на аркадных автоматах Neo-Geo MVS 15 января 1997 года. Компания Athena выпустила игру для Game Boy 29 августа 1997 года, а для PlayStation — 11 мая 1998 года. Версия для Game Boy отличалась упрощённой графикой и звуковым сопровождением, а в версии для PlayStation был добавлен однопользовательский режим с расширенным сюжетом. В том же 1998 году компания GMF портировала игру на Microsoft Windows. Компакт-диск с саундтреком был выпущен 15 мая 1997 года лейблом Pony Canyon. По мотивам игры были изданы аудиодрама, манга и ранобэ.
30 мая 1997 года компания Data East подала против Face иск о нарушении авторских прав. По заявлению Data East, разработчики скопировали концепцию «бросания» объектов из их игр серии Magical Drop, которая в свою очередь была приобретена у российской компании Russ Ltd. Face утверждали, что их игра отличается от Magical Drop во всех аспектах, кроме того, что спускающиеся сверху объекты подхватываются, а потом подбрасываются обратно. Data East требовали немедленного прекращения продаж игры и материальной компенсации. Разбирательство закончилось не в пользу компании Face и стало причиной её банкротства, о котором было объявлено 30 апреля 1998 года. Money Puzzle Exchanger стала одной из последних игр Face.
13 февраля 2008 года MonkeyPow переиздала оригинальную версию для PlayStation в PlayStation Network для платформ PlayStation 3, PlayStation Vita и PlayStation Portable в Японии. 15 ноября 2010 года игра стала доступна в Северной Америке. 28 июня 2018 года компания Hamster Corporation выпустила Money Puzzle Exchanger для PlayStation 4, Xbox One и Nintendo Switch в рамках серии Arcade Archives. Это издание включает полные оригинальные версии игры на английском и японском языке с Neo-Geo MVS, а также два дополнительных режима: «High Score» и «Caravan mode», которые основаны на игре против компьютерного оппонента. Количество набранных очков может быть записано в таблицу рекордов в интернете. Режим «Caravan mode» отличается от «High Score» ограничением времени в 5 минут.

## Отзывы
| Иноязычные издания | Иноязычные издания    |
| Издание            | Оценка                |
| ------------------ | --------------------- |
| AllGame            | (Аркадный автомат)    |
| Famitsu            | (PS) 26/40 (GB) 22/40 |
| Nintendo Times     | (NS) 8/10             |
| Video Chums        | (NS) 8,1/10           |

На момент выхода в 1990-е годы игра получила сдержанные, но в целом положительные отзывы критиков. Японский журнал Famitsu дал хорошие отзывы версиям игры для PlayStation и Game Boy. Критики издания назвали Money Puzzle Exchanger хорошей игрой, хотя и отметили трудность в освоении и сложность создании «цепей». Версия для Game Boy подверглась критике за графику и звук. Кайл Найт в своём обзоре аркадной версии для сайта Allgame назвал игру «вызывающей привыкание интеллектуальной головоломкой» и обратил внимание, что необходимо терпение, чтобы в ней разобраться, и далеко не всем игрокам придётся по вкусу яркая и «слишком радостная» графика.
По прошествии времени отношение к игре улучшилось. Журнал Hardcore Gamer поместил Money Puzzle Exchanger в список лучших игр по мнению редакторов издания. Портал Video Chums поставил игру на третье место в рейтинге малоизвестных игр-головоломок для PlayStation. Аарон Сируа из Diehard GameFAN в своей рецензии на версии для PlayStation 3 и PlayStation Portable назвал Money Puzzle Exchanger «хорошей игрой», но отметил, что она «недостаточно оригинальна» и не обладает широкой потенциальной аудиторией.
Версия для Nintendo Switch была хорошо встречена игровой прессой. Обозреватели хвалили эмуляцию аркадной версии, новые режимы, а также графику и игровой процесс. Адам Мартинез из Nintendo Times охарактеризовал Money Puzzle Exchanger как «отличную [игру] с запоминающейся графикой и сложным игровым процессом» и порекомендовал её любителям японской культуры. Из негативных моментов он отметил сложность настройки режима для двух игроков. Обозреватель Video Chums назвал игру «сильно недооценённой игрой-головоломкой». Крис Берг из издания Split Tooth Media назвал Money Puzzle Exchanger «лучшей головоломкой» для Nintendo Switch, но при этом выразил своё разочарование отсутствием полноценного многопользовательского режима через Интернет. Редактор USgamer Кэти Маккарти тоже назвала игру «лучшей головоломкой» на Nintendo Switch и заключила, что игра «наконец нашла платформу, для которой была предназначена».